# 有難や節
『有難や節』（ありがたやぶし）は、守屋浩の歌謡曲。1960年11月5日に日本コロムビアレコードからSP盤(78rpm)シングルレコード（規格品番：SA-489。A-3238 併記）が発売された。B面は「便利節」。添付の歌詞カードには両曲の振り付けが載っている。
作詞：浜口庫之助、作曲：パブリックドメイン、補曲：浜口庫之助、採譜：森一也。

## 概要
1960年代に流行した。この曲を原作として日活映画『有難や節 あゝ有難や有難や』（監督:西河克己、主演:和田浩治）が1961年に公開されている。この映画には守屋も出演し、劇中で本曲を歌うシーンがある。
1960年10月21日に日本教育テレビで放送された『大学は花ざかり』の劇中で、守屋によって歌われた。
1968年時点での累計売上は38万枚。
もともとは四国地方のご詠歌であったとする資料もあるが、はっきりはしておらず、名古屋市で俗謡として歌われていたと言われている。1960年8月、日本コロムビアの坂田哲郎が名古屋を訪れた際に、地元で歌われていたこの曲を発掘したとされる。神戸の三宮から大阪・名古屋へ広まったという説もある。元歌は「ひわいな歌詞」であったという。
採譜した森一也は「アーリガタヤ、アリガタヤ」の部分のメロディーが1896年（明治29年）に小山作之助が作曲した唱歌「四条畷」に類似していることを指摘している。

## KAJA版
「アマチュアバンドの時に、『有難や節』をレゲエにしたらオモロイな、と思ったのがきっかけ。その曲を入れたデモテープを作ったら松竹芸能からハングマンのプロデューサーの手に渡って、すぐに『これを使いたい』となった」。
結果、テレビ朝日系列で1984年に放映された『ザ・ハングマン4』のエンディング曲として使用された。
歌詞の1/3は藤巻直哉による改詞で、他にも部分的に守屋版とは順序が入れ替わっている箇所がある。
2024年11月現在、CD音源化で聴けるのは『ザ・ハングマン 燃える音楽簿』（1998年発売）のみ。
2024年には、原曲から一部の歌詞を変更した「ありがたや節・DUB」がSTEREO CRAVAの公式YouTubeチャンネルで発表された。

### 収録曲
A面
1. ARIGATAYA-BUSHI
  - 作詞：浜口庫之助（補：藤巻直哉）、作曲：不詳（採譜：森一也）、編曲：カジャ

B面
1. Sa Sa Sa
  - 作詞・作曲・編曲：カジャ

## カバー
有難や節
- 石原裕次郎 - 1963年の映画『太平洋ひとりぼっち』の劇中で石原演じる青年が歌う。
- 黒木憲 - 1978年「ありがたや節」として、シングルレコードで発売。
- 伊武雅刀 - 『RADIO HEAVEN』（1992年）、『伊武のすべて』（2008年）に収録
- 森川めぐみ - 『夢を下さい』（1992年）のc/w
- あがりた＆テディベア - 『ARIGATAYA』（1993年）
- 長保有紀 - 『全曲集〜楽笑歌〜』（2000年）に収録